# ناظم بیگ‌کیشیف
ناظم بیگ‌کیشیف (ترکی آذربایجانی: Nazim Zöhrab oğlu Bəykişiyev; ۲۹ ژوئن ۱۹۴۸ –) نقاش خلق جمهوری آذربایجان، مدرس و بازیگر سینما است.

## شرح حال
ناظم بیگ‌کیشیف ۲۹ ژوئن سال ۱۹۴۸ در شهر باکو چشم به جهان گشود. وی پس از آنکه از مدرسه نقاشی عظیم عظیم‌زاده دانش‌آموخته شد، در نگارخانه دولتی هنر باکو شروع به فعالیت کرد. در سال ۱۹۷۰ وارد رشته بازیگری تئاتر دانشکده هنرهای تئاتر روسیه در مسکو شد و آنجا در کلاس‌های سرگئی آبرازتسف، هنرمند مردمی اتحاد جماهیر شوروی، حضور پیدا کرد. پس از فارغ‌التحصیلی از این دانشگاه در سال ۱۹۷۵، به عنوان طراح صحنه در تئاتر عروسکی و تئاتر درام روسیه در ولادی‌قفقاز مشغول به کار شد. بعدها به عنوان طراح صحنه و نقاش ارشد در «تئاتر دولتی درام موزیکال سومقاییت»، تئاتر دولتی کمدی موزیکال جمهوری آذربایجان و تئاتر دولتی تماشاگران جوان جمهوری آذربایجان به فعالیت‌های هنری خود ادامه داد.
از سال ۲۰۰۱ در تئاتر درام ملی آکادمی دولت آذربایجان نقاش ارشد است.

## جوایز
- جایزه دولتی آذربایجان شوروی- ۱۹۸۴
- نقاش افتخاری آذربایجان -۲۰ مه ۲۰۰۲[۳]
- نقاش مردمی جمهوری آذربایجان- ۲۹ دسامبر ۲۰۰۶